# Kaha perfecta
Kaha perfecta är en insektsart som beskrevs av George Willis Kirkaldy 1906. Kaha perfecta ingår i släktet Kaha och familjen Derbidae. Inga underarter finns listade i Catalogue of Life.